# Tetrastigma campylocarpum
Tetrastigma campylocarpum är en vinväxtart som först beskrevs av Wilhelm Sulpiz Kurz, och fick sitt nu gällande namn av Jules Émile Planchon. Tetrastigma campylocarpum ingår i släktet Tetrastigma och familjen vinväxter. Inga underarter finns listade i Catalogue of Life.